# Lovis (Vorname)
Lovis ist ein männlicher und weiblicher schwedischer Vorname.

## Herkunft und Bedeutung
Bei Lovis handelt es sich um eine alternative Schreibweise von Louis bzw. Lovisa/Louise und bedeutet: „Berühmter Kämpfer“.
Während der Name in Deutschland überwiegend als männlicher Name verwendet wird, wird er in Schweden hauptsächlich von Frauen getragen.

## Bekannte Namensträger

### Männliche Namensträger
- Lovis Corinth (1858–1925), deutscher Maler, Zeichner und Grafiker
- Lovis H. Lorenz (1898–1976), deutscher Journalist, Kunsthistoriker, Verleger und Autor

### Fiktive Namensträger
- Lovis, die Mutter von Ronja Räubertochter

## Sonstige Namensverwendung
- Lovis (Schiff)
- Lovis (Nachname)
- Lovis-Corinth-Preis